# Liste des intercommunalités de la Haute-Loire

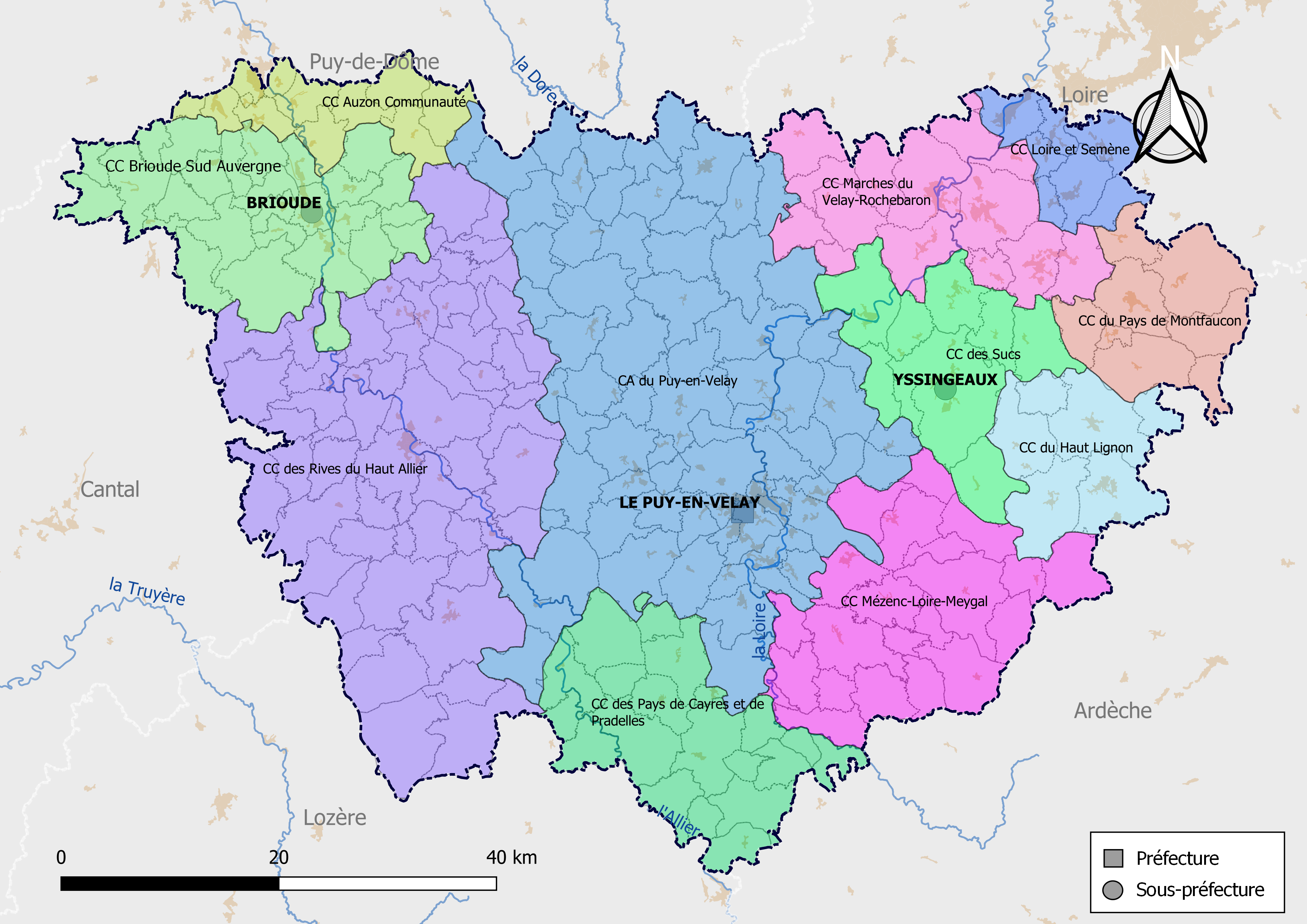
Carte des EPCI de la Haute-Loire au 1er janvier 2019.

Le département de la Haute-Loire compte, depuis le 1er janvier 2017, 11 intercommunalités soit une communauté d'agglomération et dix communautés de communes.

## Liste des intercommunalités en 2023
Au 1er janvier 2023, le département de la Haute-Loire compte 11 établissements publics de coopération intercommunale à fiscalité propre dont le siège est dans le département (1 communauté d'agglomération et 10 communautés de communes). 
| Forme juridique            | Nom                                   | no SIREN  | Date de création | Nombre de communes | Population (der. pop. légale) | Superficie (km2) | Densité (hab./km2) | Siège                  | Président            |
| -------------------------- | ------------------------------------- | --------- | ---------------- | ------------------ | ----------------------------- | ---------------- | ------------------ | ---------------------- | -------------------- |
| Communauté d'agglomération | CA du Puy-en-Velay                    | 200073419 | 1er janvier 2017 | 72                 | 82 300 (2021)                 | 1 324,0          | 62                 | Le Puy-en-Velay        | Michel Joubert       |
| Communauté de communes     | CC Marches du Velay-Rochebaron        | 200073427 | 1er janvier 2017 | 14                 | 31 183 (2021)                 | 353,0            | 88                 | Monistrol-sur-Loire    | Xavier Delpy         |
| Communauté de communes     | CC Loire et Semène                    | 244301131 | 1er janvier 2001 | 7                  | 20 497 (2021)                 | 112,90           | 182                | La Séauve-sur-Semène   | Frédéric Girodet     |
| Communauté de communes     | CC des Sucs                           | 244301016 | 28 juin 1999     | 9                  | 18 236 (2021)                 | 281,40           | 65                 | Yssingeaux             | Daniel Favier        |
| Communauté de communes     | CC Brioude Sud Auvergne               | 244301032 | 1er janvier 2000 | 27                 | 16 678 (2021)                 | 423,50           | 39                 | Brioude                | Jean-Luc Vachelard   |
| Communauté de communes     | CC des Rives du Haut Allier           | 200073393 | 1er janvier 2017 | 60                 | 16 468 (2021)                 | 1 086,0          | 15                 | Langeac                | Gérard Beaud         |
| Communauté de communes     | CC Mézenc-Loire-Meygal                | 200073401 | 1er janvier 2017 | 22                 | 11 360 (2021)                 | 461,30           | 25                 | Saint-Julien-Chapteuil | Jean-Marc Fargier    |
| Communauté de communes     | CC Auzon Communauté                   | 244301099 | 1er janvier 2001 | 12                 | 9 370 (2021)                  | 153,20           | 61                 | Auzon                  | Jean-Paul Pastourel  |
| Communauté de communes     | CC du Haut-Lignon                     | 244301107 | 1er janvier 2001 | 6                  | 8 054 (2021)                  | 200,20           | 40                 | Tence                  | David Salque-Pradier |
| Communauté de communes     | CC Haut Pays du Velay                 | 244300307 | 1er janvier 1997 | 8                  | 7 990 (2021)                  | 212,20           | 38                 | Montfaucon-en-Velay    | Bernard Souvignet    |
| Communauté de communes     | CC des Pays de Cayres et de Pradelles | 244301123 | 1er janvier 2001 | 20                 | 5 148 (2021)                  | 369,40           | 14                 | Costaros               | Paul Braud           |

## Refonte de la carte intercommunale en 2017
La loi portant nouvelle organisation territoriale de la République, dite loi NOTRe, adoptée en 2015, impose un seuil minimal de 15 000 habitants pour les intercommunalités. Des dérogations peuvent être accordées à condition que la population soit supérieure à 5 000 habitants.
Quatre des vingt-et-une intercommunalités dépassaient ce seuil : la communauté d'agglomération du Puy-en-Velay et les communautés de communes Loire Semène, Les Marches du Velay et des Sucs.
Six communautés de communes ne l'atteignaient pas (Pays de Blesle ; Pays de Craponne ; Pays de Paulhaguet ; Pays de Saugues ; Plateau de la Chaise-Dieu ; Ribeyre, Chaliergue et Margeride).
Le projet a validé la réduction du nombre d'intercommunalités à onze :
- extension de la communauté d'agglomération du Puy-en-Velay aux communautés de communes de l'Emblavez, du Pays de Craponne, et aux communes du Pertuis et de Saint-Hostien issues de la communauté de communes du Meygal, des communes d'Allègre, Bellevue-la-Montagne, Blanzac, Borne, La Chapelle-Bertin, Céaux-d'Allègre, Fix-Saint-Geneys, Lissac, Monlet, Saint-Geneys-près-Saint-Paulien, Saint-Paulien et Vernassal issues de la communauté de communes des Portes d'Auvergne, des communes de Bonneval, La Chaise-Dieu, La Chapelle-Geneste, Cistrières, Connangles, Félines, Laval-sur-Doulon, Malvières, Saint-Pal-de-Senouire et Sembadel issues de la communauté de communes du Plateau de La Chaise-Dieu (71 communes) ;
- création de la communauté de communes Marches du Velay-Rochebaron par fusion des communautés de communes de Rochebaron à Chalencon et des Marches du Velay (14 communes) ;
- création de la communauté de communes des Rives du Haut Allier par fusion des communautés de communes du Langeadois, du Pays de Paulhaguet, du Pays de Saugues et Ribeyre, Chaliergue et Margeride, et extension aux communes de Berbezit issue de la communauté de communes du Plateau de La Chaise-Dieu et de Varennes-Saint-Honorat issue de la communauté de communes des Portes d'Auvergne (65 communes) ;
- extension du périmètre de la communauté de communes Auzon Communauté à la commune de Chambezon issue de la communauté de communes du Pays de Blesle (13 communes) ;
- extension du périmètre de la communauté de communes du Brivadois aux communes d'Autrac, Blesle, Espalem, Grenier-Montgon, Léotoing, Lorlanges, Saint-Étienne-sur-Blesle et Torsiac issues de la communauté de communes du Pays de Blesle (24 communes) ;
- création de la communauté de communes Mézenc-Loire-Meygal par fusion de la communauté de communes du Mézenc et de la Loire Sauvage et de la communauté de communes du Meygal, hormis Le Pertuis et Saint-Hostien (22 communes) ;
- maintien en l'état des communautés de communes du Haut-Lignon, Loire Semène, du Pays de Montfaucon et des Sucs.

## Évolutions récentes
Le 1er janvier 2018, sept communes ont changé d'intercommunalité : Agnat a quitté la communauté de communes Auzon Communauté pour rejoindre la communauté de communes Brioude Sud Auvergne. Saint-Christophe-d'Allier et Saint-Vénérand ont quitté la communauté de communes des Rives du Haut Allier pour rejoindre la communauté de communes des Pays de Cayres et de Pradelles. De même, Monistrol-d'Allier et de Saint-Préjet-d'Allier ont rejoint la communauté d'agglomération du Puy-en-Velay et Frugières-le-Pin et Saint-Ilpize, la communauté de communes Brioude Sud Auvergne.

### Source
- Base nationale sur l'intercommunalité (dernière mise à jour au 1er avril 2016).